# ジャパン・ハウス
ジャパン・ハウスは、外務省が所管する事業で、戦略的対外発信の強化に向けた取組の一環として、世界3都市（サンパウロ、ロサンゼルス、ロンドン）に設置した対外発信拠点。これまで日本に興味のなかった人々も含め、幅広い層に向けて日本の多様な魅力、政策や取組を伝え、親日派・知日派の裾野を拡大していくことを目的としている。

## 特徴
- 日本に関する様々な情報がまとめて入手できるワンストップ・サービスを提供する。
- レストラン、カフェ、ショップ等の商業スペースを設置し、民間の活力、地方の魅力なども積極的に活用してオールジャパンで発信する。
- 専門家の知見を活用しつつ、現地の人々の共感を呼ぶよう工夫して発信する。

## ジャパン・ハウス有識者諮問会議
ジャパン・ハウス有識者諮問会議は、ジャパン・ハウスにおいて実施される事業及び運営等に関し、外務省や現地ジャパン・ハウス事務局の諮問に応じ、または諮問委員自らが意見を具申するために設置されたもの。随時可能な範囲で現地の事務局や外務省からの質問に対して専門的知見に基づく助言を行い、優位な専門家を紹介するなどして、ジャパン・ハウス支持者のネットワークを拡大することが期待されている。
| 氏名        | 所属・肩書                                                    | 分野                |
| ----------- | ------------------------------------------------------------- | ------------------- |
| 阿川 尚之   | 同志社大学法学部特別客員教授                                  | 学識者              |
| 石井 幹子   | 石井幹子デザイン事務所代表                                    | デザイン            |
| 井原 慶子   | プロ・カーレーサー,慶應義塾大学大学院特任准教授               | 女性の社会進出      |
| 大河原 毅   | 特定非営利活動法人日本食レストラン海外普及推進機構(JRO)理事長 | 食                  |
| 長 有紀枝   | 難民を助ける会理事長,立教大学大学院教授                       | NPO                 |
| 金子 将史   | 政策シンクタンクPHP総研首席研究員                             | 研究機関            |
| 南條 史生   | 森美術館館長                                                  | 美術                |
| 長谷川 由紀 | 読売新聞英字新聞部長                                          | メディア            |
| 原 一郎     | 経団連国際経済本部長                                          | 経済                |
| 別所 哲也   | 俳優,ショートショート実行委員会代表                           | 映画                |
| 細田 眞     | 東京商工会議所議員,(株)榮太樓總本鋪代表取締役社長             | 経済                |
| 宮本 亜門   | 演出家                                                        | 舞台芸術            |
| 毛利 衛     | 日本科学未来館館長                                            | 科学技術            |
| 元林 稔博   | 日本労働組合総連合会総合国際局長                              | 労働界              |
| 森 美可     | 宗弥代表                                                      | 伝統芸能 (日本人形) |
| 渡辺 靖     | 慶應義塾大学教授                                              | 学識者              |

（2018年〈平成30年〉3月15日現在）